# Voronej (studio d'animation)

Logo du studio.

Le studio d'animation de Voronej (russe : анимационая студия « Воронеж », romanisé : animatsionnaïa stoudia «Voronej», anciennement connu sous le nom de Wizart Animation) est un studio russe de production de films d'animation, de courts métrages et d'émissions de télévision basé à Voronej dans le Centre-Tchernozem. Le studio est spécialisé dans la production de longs métrages d'animation et d'émissions de télévision, ainsi que dans leur distribution et leur promotion sur les marchés nationaux et internationaux. Le studio est créé en 2007 à partir d'une société spécialisée dans le développement de logiciels, le multimédia et la localisation de logiciels. Fondé à l'origine sous le nom d'InlayFilm, il s'est rebaptisé Wizart Animation en 2012. En août 2022, la société a changé de nom pour devenir studio d'animation de Voronej.
La principale technique artistique de la société est l'animation en images de synthèse, utilisée pour sa série phare, La Reine des neiges. Les films de la série ont permis au studio d'entrer dans l'industrie cinématographique, ce qui a été récemment remarqué par l'industrie de l'animation.